# Navadijos
Navadijos ist ein Ort und eine zentralspanische Berggemeinde (municipio) mit nur noch 29 Einwohnern (Stand: 2024) in der Provinz Ávila in der Autonomen Region Kastilien-León.

## Lage und Klima
Der ca. 1525 m hoch gelegene Bergort Navadijos liegt etwas oberhalb des Tals des Río Alberche ca. 59 km südwestlich der Provinzhauptstadt Ávila. Das Klima im Winter ist kühl, im Sommer dagegen gemäßigt bis warm; die geringen Niederschlagsmengen (ca. 400 mm/Jahr) fallen – mit Ausnahme der nahezu regenlosen Sommermonate – verteilt übers ganze Jahr.

## Bevölkerungsentwicklung
| Jahr      | 1857 | 1900 | 1950 | 2000 | 2019 |
| Einwohner | 220  | 251  | 248  | 60   | 37   |

Aufgrund der Mechanisierung der Landwirtschaft, der Aufgabe bäuerlicher Kleinbetriebe und dem damit einhergehenden Verlust an Arbeitsplätzen ist die Bevölkerung der Gemeinde seit den 1950er Jahren konstant rückläufig.

## Wirtschaft
Das wirtschaftliche Leben der Gemeinde ist in hohem Maße agrarisch orientiert – früher wurde Getreide zur Selbstversorgung ausgesät; Gemüse stammte aus den Hausgärten und auch Viehzucht wurde betrieben. Seit den letzten Jahrzehnten des 20. Jahrhunderts spielt der ländliche Tourismus (turismo rural) eine immer bedeutsamer werdende Rolle im Wirtschaftsleben der Gemeinde.

## Geschichte
Obwohl der Ort zum ehemaligen Siedlungsgebiet der Vettonen gehörte, wurden bislang weder keltische, römische, westgotische noch maurische Funde entdeckt. Man muss daher annehmen, dass das hochgelegene Gebiet jahrhundertelang nur als Sommerweide diente und erst nach der Rückeroberung (reconquista) Ávilas im 11. Jahrhundert allmählich besiedelt wurde.

## Sehenswürdigkeiten

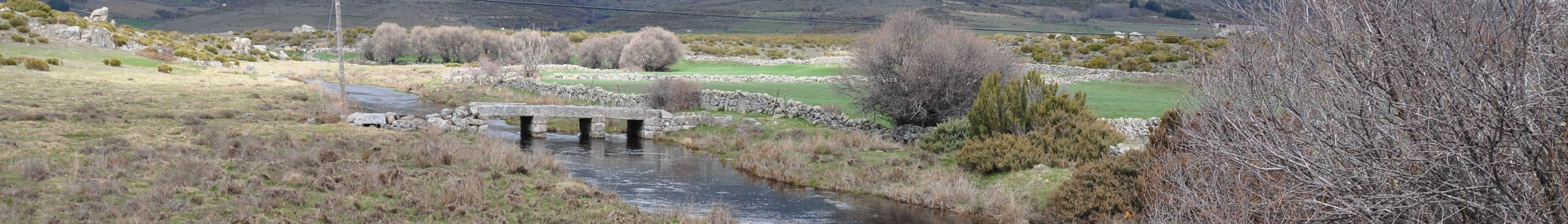
Puente de San Martín de Fraile

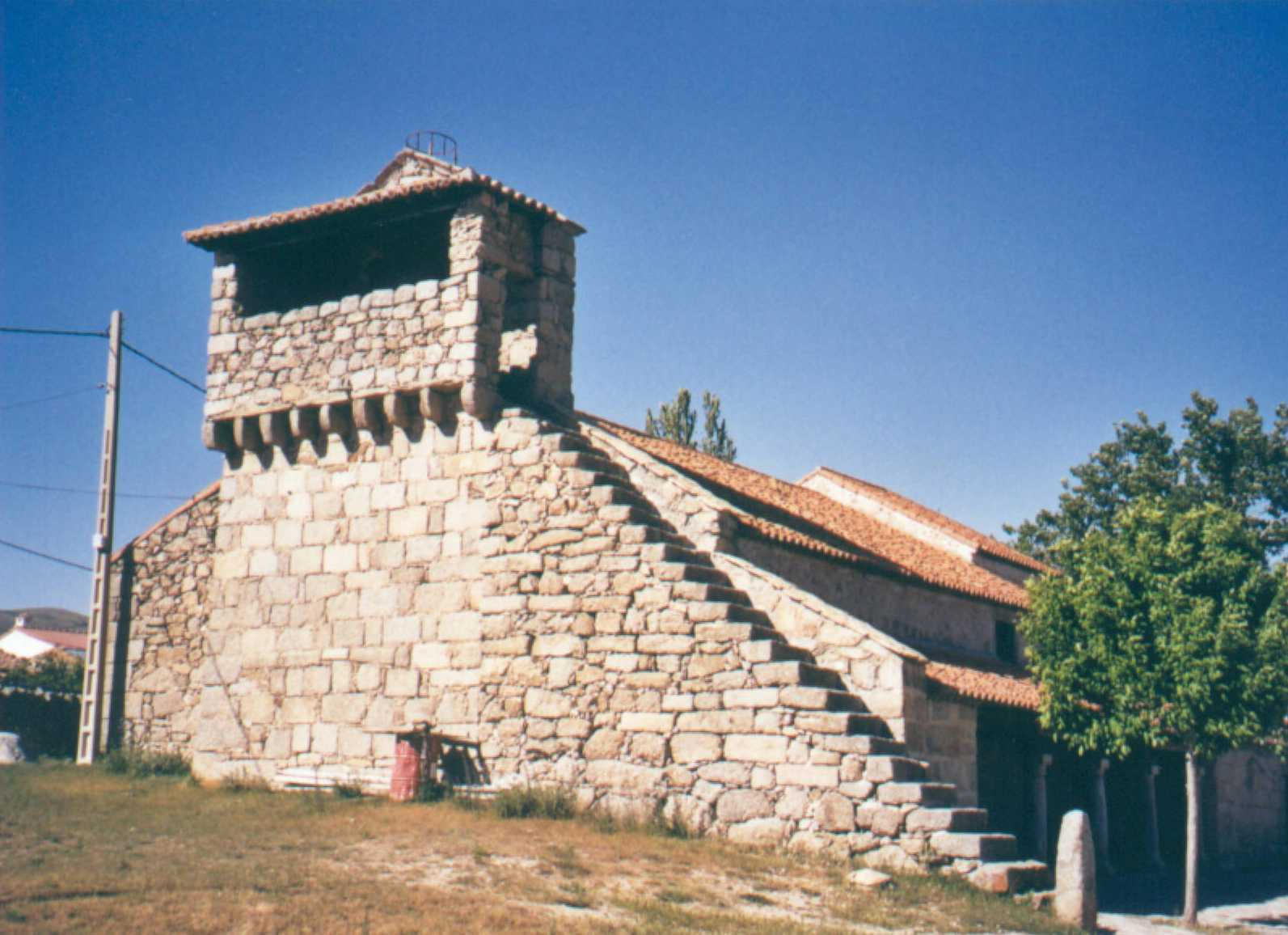
Iglesia de San Juan Bautista

- Die Johannes dem Täufer geweihte Iglesia de San Juan Bautista mit ihrem über eine – später hinzugefügte – Außentreppe erreichbaren Glockengiebel (espadaña) entstand im 16. Jahrhundert. Der schmucklose Eingang zur Kirche befindet sich unter einer schützenden Vorhalle (portico) auf der Südseite. Das Kirchenschiff (nave) wird von einem offenen Dachstuhl bedeckt; Chor und Apsis haben eine deutlich aufwändigere Artesonado-Decke. In der Apsis befindet sich ein spätbarockes Altarretabel (retablo) mit gedrehten Säulen im Stil des Churriguerismus.[4]
- Die unscheinbare Ermita de San Bartolomé steht am Ortseingang.

Umgebung
- Zwei mittelalterliche Steinbrücken, jeweils Puente romano genannt, überqueren den Río Alberche auf dem Weg zur Nachbargemeinde Cepeda la Mora.